# روکا کانترانو
روکا کانترانو (به ایتالیایی: Rocca Canterano) یک کومونه در ایتالیا است که در استان رم واقع شده‌است.

## خصوصیات
روکا کانترانو ۱۵٫۸ کیلومترمربع مساحت و ۱۹۶ نفر جمعیت دارد و ۷۴۵ متر بالاتر از سطح دریا واقع شده‌است.